# Cody Pastorino
Cody James Pastorino (* 26. Mai 1991 in Chico (Kalifornien)) ist ein US-amerikanisch-italienischer ehemaliger Footballspieler und jetziger ‑trainer.

## Karriere

### Spieler
Pastorino spielte als Jugendlicher Football in der Stadt Willows an der örtlichen Willows High School im US-Bundesstaat Kalifornien. Zum Studium zog es ihn an die Willamette University nach Oregon. Er gehörte von 2009 bis 2013 der Football-Hochschulmannschaft in der dritten NCAA-Division an. Anschließend war er Mitglied des Willamette-Trainerstabs und betreute die Linebacker, ehe der 1,73 Meter messende, auf der Safety-Position eingesetzte Pastorino im Vorfeld des Spieljahres 2014 zu den Schwäbisch Hall Unicorns in die deutsche GFL wechselte.
Mit Schwäbisch Hall wurde Pastorino dreimal in Folge (2014, 2015, 2016) deutscher Vizemeister und unterlag in den Endspielen jeweils den Braunschweig Lions. 2017 wurde er mit den Hallern schließlich deutscher Meister (Endspielsieg über Braunschweig), 2018 wurde der Titel mittels eines 21:19 gegen Frankfurt mit Erfolg verteidigt. 2019 stand er mit Schwäbisch Hall wiederum im Endspiel um die deutsche Meisterschaft, verlor dort aber gegen Braunschweig. Auch 2021 wurde der Titel im Endspiel verfehlt.
Im Februar 2016 erhielt Pastorino, dessen Ahne aus Finalborgo an der Riviera stammte, die italienische Staatsbürgerschaft und wurde anschließend in Italiens Nationalmannschaft berufen. Ende Oktober 2021 wurde er mit Italien Europameister. Anfang Juli 2022 erlitt er einen Wadenbeinbruch, eine kurz darauf aufgetretene Brustmuskelverletzung kam hinzu, Pastorino fiel damit für die verbleibende 2022er Spielzeit aus und verpasste den Gewinn des deutschen Meistertitels im Oktober 2022. Nach der Saison verkündete er sein Karriereende.

### Trainer
Zur Saison 2023 wird Pastorino Assistant Defensive-Coordinator bei Stuttgart Surge in der European League of Football. Bereits zuvor arbeitete er als Trainer in Schwäbisch Halls Jugendakademie.
Mit Beginn der Saison 2024 wird Pastorino Co-Defensive-Coordinator. Er ist außerdem der Recruiting-Coordinator der Stuttgart Surge sowie der Defensive-Coordinator der italienischen Nationalmannschaft.